# 박건도
박건도는 대한민국의 배우이다.

## 출연작

### 영화
- 《원라인》 (2017년) - 기태어깨 1 역